# 尚食局
尚食局是古代中國及朝鮮負責供應皇家伙食的機構，大明的尚食局的首席女官為尚食，下有司膳（之下有典膳、掌膳）、司醞（之下有典醞、掌醞）、司藥（之下有典藥、掌藥）、司饎（之下有典饎、掌饎），另有司醫。

## 中國
中國隋朝開皇初年，尚食局屬於門下省，尚食定員二人，設有食醫四人，唐朝隸屬於殿中省，尚食二人，食醫八人。宋代時為殿中省尚食局，金、元尚食局屬宣徽院。明代有尚膳監、光祿寺、尚食局同掌伙食。明人《宮廷睹記》載光祿寺擬好三餐菜單，交給皇帝過目，轉交尚膳監烹調，最後由尚食局伺候用餐。

## 朝鮮
朝鮮在高麗時代始設尚食局（상식국），負責侍候國王飲食。穆宗朝設有奉御、直長、食醫等職位。文宗定奉御一人秩（正六品），直長二人（正七品），食醫二人（正九品）。忠烈王三十四年改尚食局為司膳署，直至恭愍王五年恢復食局，十一年又改稱司膳署，到十八年又改回尙食局。吏屬包括書令史四人。記官二人，算士一人，雜路八人。